# ويليام لي برادلي
ويليام لي برادلي (بالإنجليزية: William Lee Bradley)‏ هو فيلسوف أمريكي، ولد في 6 سبتمبر 1918، وتوفي في 29 أبريل 2007.